# レバンガ北海道
レバンガ北海道（レバンガほっかいどう、英: Levanga Hokkaido）は、北海道札幌市をホームタウンとするプロバスケットボールチーム。運営法人は株式会社レバンガ北海道。2011年に創設され、現在はB1リーグの東地区に所属している。
本項では過去に存在していた、北海道バスケットボールクラブおよび、2007-08シーズンに創設され2010-11シーズン途中まで活動していたレラカムイ北海道についても併せて記述する。

## 概要
選手全員がプロ契約をしているプロバスケットボールチームである。チーム運営は株式会社レバンガ北海道（旧株式会社北海道バスケットボールクラブ）が行っている。
クラブ名は、道民から「がんばれ」と応援してもらえるクラブであり続ける、という誓いを込めて、「がんばれ」の倒語がもとになっている。

### ユニフォームスポンサー（2024-25シーズン）
- サプライヤー：EGOZARU[7]
- 前面：北海電工（左肩）、ダイアモンドヘッド（中央）
- 背面：医療法人喬成会 花川病院（背番号上部）、野口観光（選手名下部）
- パンツ:日本航空（右前腰部）、大藤学園（右前太もも上）、北海道新聞社（右前太もも下）、レオファン（左前上）、北海道コカ・コーラボトリング（左前下）、伊藤忠エネクスホームライフ（右後ろ）、AGH（左後ろ）

### 歴代ユニフォーム
| HOME      | HOME      | HOME      | HOME      | HOME      |
| --------- | --------- | --------- | --------- | --------- |
| 2017 - 18 | 2018 - 19 | 2019 - 20 | 2020 - 21 | 2021 - 22 |
| 2022 - 23 | 2023 - 24 | 2024 - 25 | 2025 - 26 |           |
|           |           |           |           |           |

| AWAY      | AWAY      | AWAY      | AWAY      | AWAY      |
| --------- | --------- | --------- | --------- | --------- |
| 2017 - 18 | 2018 - 19 | 2019 - 20 | 2020 - 21 | 2021 - 22 |
| 2022 - 23 | 2023 - 24 | 2024 - 25 | 2025 - 26 |           |
|           |           |           |           |           |

| Other                           | Other                                       | Other                                         | Other                                | Other                                            |
| ------------------------------- | ------------------------------------------- | --------------------------------------------- | ------------------------------------ | ------------------------------------------------ |
| 2017 - 18 ファイターズ コラボ   | 2018 - 19 ファイターズ コラボ               | 2019 - 20 ファイターズ コラボ                 | 2019 - 20 コンサドーレ コラボ        | 2020 - 21 医療従事者の みなさんに ありがとうデー |
| 2021 - 22 3rd                   | 2021 - 22 帯広開催 よつ葉コラボ             | 2021 - 22 選手 プロデュース デイズ            | 2021 - 22 コンサドーレ コラボ        | 2022 - 23 3rd                                    |
| 2022 - 23 帯広開催 よつ葉コラボ | 2022 - 23 コンサドーレ コラボ               | 2022 - 23 選手 プロデュース デイズ 2Days      | 2022 - 23 コカ・コーラ PRESENTS GAME | 2023 - 23 3rd                                    |
| 2023 - 23 SDGs DAY              | 2023 - 23 コンサドーレ コラボ               | 2023 - 23 コカ・コーラ PRESENTS GAME          | 2024 - 25 3rd                        | 2024 - 25 帯広開催 よつ葉コラボ                  |
| 2024 - 25 コンサドーレ コラボ   | 2024 - 25 北海道 コカ・コーラ PRESENTS GAME | 2024 - 25 Winter Classic @エスコン フィールド | 2024 - 25 選手 プロデュース デイズ   | 2025 - 26 3rd                                    |
|                                 |                                             |                                               |                                      |                                                  |

### ホームゲーム
ホームゲーム会場は、北海道立総合体育センター（北海きたえーる）をメインとする。
他に開催実績があるのは、真駒内屋内競技場（真駒内セキスイハイムアイスアリーナ）、札幌流通総合会館（アクセスサッポロ）、旭川市総合体育館、道立野幌総合運動公園総合体育館、千歳市スポーツセンター、恵庭市総合体育館、函館市民体育館、湿原の風アリーナ釧路、苫小牧市総合体育館、芦別市総合体育館、北広島市総合体育館、伊達市総合体育館、函館アリーナ等。2012-13シーズンは初の道外開催として仙台市のゼビオアリーナ仙台で1節（2試合）開催された。

#### JBL・NBL
| 地区                               | アリーナ                                                | バスケットボールゲーム 開催時の収容人数 | 年度  | 年度  | 年度  | 年度  | 年度  |
| 地区                               | アリーナ                                                | バスケットボールゲーム 開催時の収容人数 | 11-12 | 12-13 | 13-14 | 14-15 | 15-16 |
| 札幌市内                           | 北海道立産業共進会場 （ケーズデンキ月寒ドーム）         | 約4,500人                               | 4     | 4     | 4     | 6     | 2     |
| 札幌市内                           | 北海道立総合体育センター （北海きたえーる）             | 約6,000人                               | 6     | 2     | 8     | 7     | 17    |
| 札幌市内                           | 真駒内屋内競技場 （真駒内セキスイハイムアイスアリーナ） | 約6,000人                               | -     | -     | 2     | -     | -     |
| 道央                               | 北海道立野幌総合運動公園総合体育館                      | 約1,400人                               | -     | -     | 4     | 2     | 2     |
| 道央                               | 恵庭市総合体育館                                        | 約2,000人                               | 2     | -     | 2     | -     | -     |
| 道央                               | 小樽市総合体育館                                        | 約2,000人                               | 2     | -     | -     | -     | -     |
| 道央                               | 芦別市総合体育館                                        | 約1,500人                               | 2     | -     | -     | -     | -     |
| 道央                               | 千歳市スポーツセンター （ダイナックスアリーナ）         | 約1,600人                               | -     | 2     | -     | 2     | -     |
| 道央                               | 北広島市総合体育館                                      | 約1,500人                               | -     | 2     | 2     | -     | -     |
| 道央                               | 苫小牧市総合体育館                                      | 約2,000人                               | -     | 2     | -     | 2     | -     |
| 道央                               | 伊達市総合体育館                                        | 約1,500人                               | -     | 2     | 2     | -     | -     |
| 道央                               | ゆうばり文化スポーツセンター                            | 約1,500人                               | -     | -     | -     | 2     | 2     |
| 道南                               | 函館市民体育館                                          | 約1,800人                               | -     | -     | 2     | -     | 2     |
| 道南                               | 函館アリーナ                                            | 約3,000人                               | -     | -     | -     | -     | -     |
| 道東                               | 帯広市総合体育館                                        | 約2,300人                               | 2     | 2     | 2     | 2     | 2     |
| 道東                               | 釧路根室圏総合体育館 （湿原の風アリーナ釧路）           | 約3,000人                               | 2     | -     | -     | -     | -     |
| 道北                               | 旭川市総合体育館                                        | 約2,400人                               | -     | 2     | -     | 4     | 2     |
| 宮城                               | ゼビオアリーナ仙台                                      | 約4,000人                               | -     | 2     | -     | -     | -     |
| レギュラーシーズン・ホーム試合数計 | レギュラーシーズン・ホーム試合数計                      | レギュラーシーズン・ホーム試合数計      | 20    | 20    | 28    | 27    | 27    |

#### B.LEAGUE
| 地区                               | アリーナ                                      | バスケットボールゲーム 開催時の収容人数 | 年度  | 年度  | 年度  | 年度   | 年度   | 年度   | 年度  | 年度  |
| 地区                               | アリーナ                                      | バスケットボールゲーム 開催時の収容人数 | 16-17 | 17-18 | 18-19 | 19-20  | 20-21  | 21-22  | 22-23 | 23-24 |
| 札幌市内                           | 北海道立総合体育センター （北海きたえーる）   | 約6,000人                               | 23    | 24    | 24    | 19(25) | 23(24) | 26(28) | 28    | 30    |
| 札幌市内                           | 札幌市中央体育館 （北ガスアリーナ札幌46）     | 約2,500人                               | -     | -     | -     | 2(3)   | 2      | 1(0)   | -     | -     |
| 道央                               | ゆうばり文化スポーツセンター                  | 約1,500人                               | 1     | -     | -     | -      | -      | -      | -     | -     |
| 道南                               | 函館アリーナ                                  | 約3,000人                               | 2     | 2     | 2     | -      | -      | -      | -     | -     |
| 道東                               | 帯広市総合体育館 (よつ葉アリーナ十勝）        | 約3,200人                               | 2     | 2     | 2     | 0(2)   | 2      | 2      | 2     | -     |
| 道東                               | 釧路根室圏総合体育館 （湿原の風アリーナ釧路） | 約3,000人                               | -     | -     | 2     | -      | 2      | -      | -     | -     |
| 道北                               | 旭川市総合体育館                              | 約2,400人                               | 2     | 2     | -     | -      | -      | -      | -     | -     |
| レギュラーシーズン・ホーム試合数計 | レギュラーシーズン・ホーム試合数計            | レギュラーシーズン・ホーム試合数計      | 30    | 30    | 30    | 21(30) | 29(30) | 29(30) | 30    | 30    |

括弧内は開催予定だった試合数

### チアダンスチーム
- パシスタスピリッツ

株式会社スピリッツオブノースランドと提携。

### マスコット
- 名前　：レバード[10]
- 背番号：014[10]
- 誕生日：11月9日[10]
- 出身地：北海道二海郡八雲町[10]
- モチーフ：オオワシ[10]

名前は2013-2014シーズンを通して募集した結果、応募総数776通の公募の中から決定。日々の猛練習とともに、チームのマスコットキャラクターとして、PR活動も行っている。
北海道二海郡八雲町のJR函館本線鷲ノ巣駅生まれ。鷲ノ巣駅が2016年3月26日のダイヤ改定に伴い廃止になったため、帰省をしたこともある。

### 会場MC
- 八幡淳
- 箕輪直人
- ジャイアン(FM northwave DJ)
- 中村剛大(UHB北海道文化放送アナウンサー)

### 公認応援ソング
- 「輝く未来（せかい）」 - 2013年9月14日発表。
- 「Go!Go!レバンガ」- 2017年発表。同年より公式アンバサダーに就任したNORDが歌う[13]。
- 「boundless」2020年発表。TRIPLANEが歌い、ホームゲーム終了後BGMとなる。

## 歴史

### レラカムイ北海道

#### 設立
2006年4月20日、運営会社の「ファンタジア・エンタテインメント」が設立された。会社代表に元コティ代表取締役社長・北海道フットボールクラブ（コンサドーレ札幌）の取締役も務めた水澤佳寿子が就任した。
チーム名は一般公募され、最終候補に残った「ファンタマジック北海道」「フライングフォックス北海道」「レラカムイ北海道」の3点から審議により、「レラカムイ北海道」に決定し、2006年11月28日に発表された。
日本バスケットボールリーグ（JBL）初年度所属8チームのうち、興行権を行使したチームは他にOSG東三河、三菱電機（いずれも愛知県が本拠地、OSGは2008年限りで脱退。）の2チームもあったが、登録上は実業団チームであり、運営会社が別法人のクラブチームによる完全プロはレラカムイと2008年から加入したリンク栃木の2チームだけであった。

#### 2007-08シーズン
初代HCにはジェリコジャパンでACを務めた東野智弥が就任。米独立リーグCBAの新規参入チーム「ビュート・デアデビルズ」とも提携を結び、リーグ発足に向けてトライアウトなどを行った。2007年5月14日、第1号選手となる3名の入団を発表。その後ジェリコジャパンのメンバーだった折茂武彦、桜井良太、外国人としてNBAプレシーズン参加歴のあるジェワッド・ウィリアムズとタイラー・ニュートンが入団。開幕までに13名（日本人11名と外国人2名の計13名）を揃えた。
初の公式戦は北海道立総合体育センターきたえーるでのJBL CHALLENGE CUP 2007のトヨタ自動車戦であったが、86-97で1回戦敗退となった。レギュラーシーズン開幕節は三菱電機と対戦し、初戦を落としたが、第2戦で初白星を得る。ホーム開幕シリーズでは、初戦は北海道放送、第2戦は北海道テレビ放送で録画中継され、日立に連勝する。しかし、11月24日のOSG戦以降、11連敗を喫す。2008年2月10日のアイシン戦はテレビ北海道が「レラカムイLIVE!」のタイトルで生中継を敢行した。参入1季目の成績は8勝27敗で最下位に終わる。

#### 2008-09シーズン

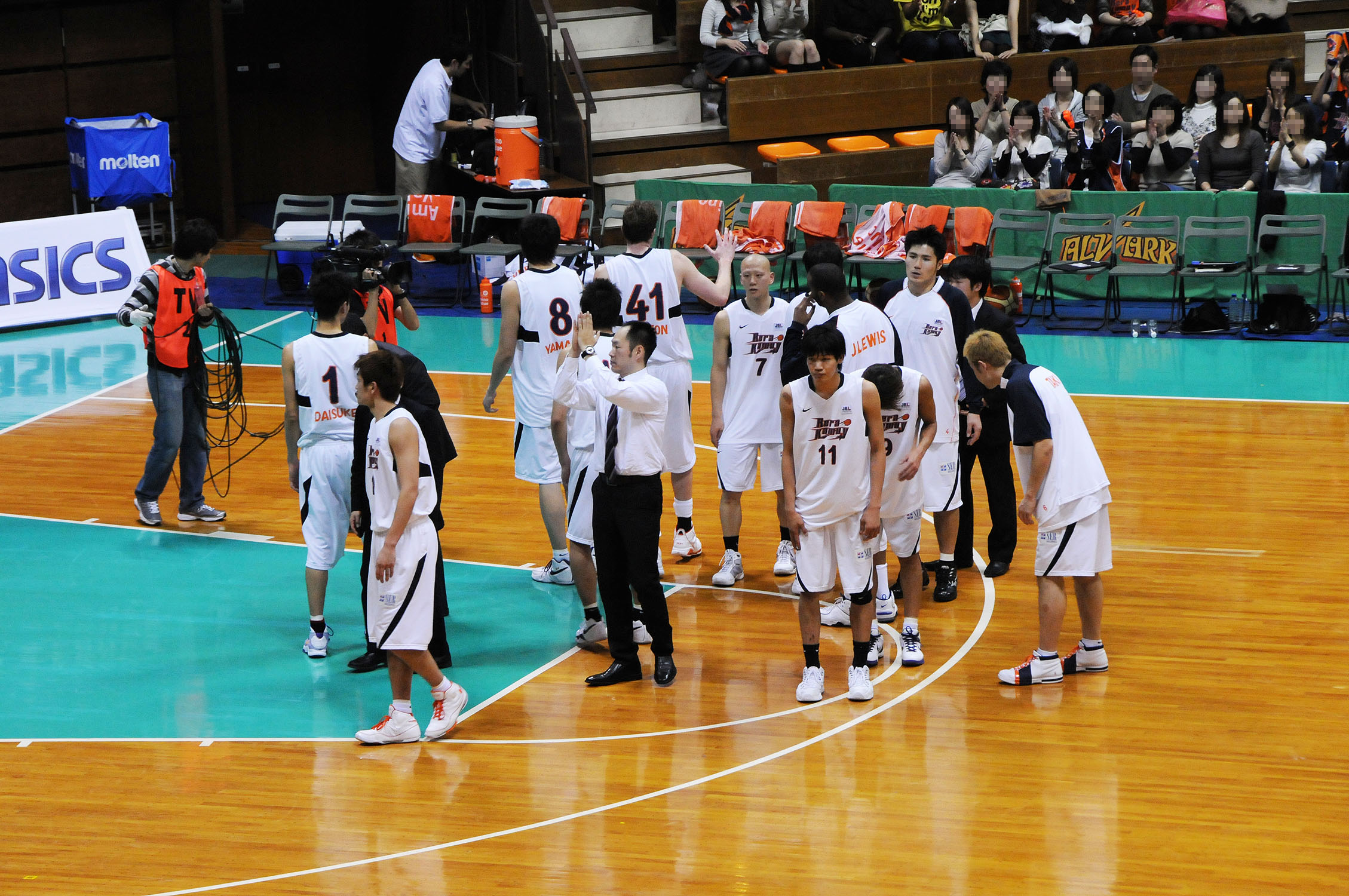
2009年2月14日、代々木第二体育館

2008年オフには朝山正悟、山田大治ら日本代表クラスの補強に成功。シーズン開幕に先立ち行われるアジアバスケットボールリーグに参加。2季目もシーズン途中で東野HCの進退問題が浮上するなど振るわなかったが、それでも前年度を上回る14勝21敗の7位の成績を残す。

#### 2009-10シーズン
2009年オフにコロンビア大学でプレーしていたKJこと松井啓十郎（登録名はKJ 松井）、トヨタ自動車から井上聡人を補強。一方でチームの主力であった朝山とは契約を更新せず、シーズン途中に入団予定だった伊藤拓郎との契約もまとまらなかった。3季目も10連敗を喫するなど波に乗れない試合が続き、12勝30敗の7位でシーズンを終える。しかし、オールジャパンでベスト4入りを果たすなど将来の可能性も見えた。

#### 2010-11シーズン
前季終了をもって東野HCは退団。新HCには、日本でもbjリーグ・東京アパッチで4季に渡り指揮を執って準優勝に導いた経験もあるジョー・ブライアントが就任。松井、井上らが退団したが、柏倉秀徳、比留木謙司を補強。外国籍選手のうちクリスチャン・マラカーは残留し、bjリーグの琉球ゴールデンキングスなどで活躍したクリス・エアーが加入。北翔クロテック月寒ドームの都合が合わず、このシーズンの開幕戦はアクセスサッポロで行われる。
このシーズンも成績低迷に喘ぎ、シーズン途中でエアーを解雇してジャイ・ルイスが復帰。

### 北海道バスケットボールクラブ
運営会社の経営悪化・除名処分
一方で、運営会社「ファンタジア・エンタテインメント」の経営も悪化し、選手・スタッフへの給与支払いも遅延するようになったため、広州アジア競技大会によるリーグ戦中断期間中にJBLに対し融資を依頼した。11月29日に水澤が代表取締役社長を退き、後任には東京でバスケットボールコートレンタル会社を経営する近藤洋介がゼネラルマネージャー兼任で就任したが、12月18日付で近藤は「就任前に説明を受けた会社内容と実態が全く違っている」ことを理由に辞任、近藤体制はわずか半月強で終わった。ファンタジア社にJBLによる監査が入ったが、そこで2010年1月にファンタジア社が提出していた収支決算報告が虚偽のものだったことと、累積赤字が4億7000万円に達していたことが発覚した。新社長には保育関係企業を経営する畠山和人が就任したが、畠山は代表権は持たず、水澤オーナーが代表取締役に復帰。新体制で臨んだが新社長畠山も1か月経たずして辞任。
この状況を見たJBLは12月18日に臨時理事会を開催。続いて12月28日にも理事会・総会を開催し、ファンタジア社に対し、チーム運営権をリーグ興行権を司る「日本バスケットボールオペレーションズ」（JBO）に譲渡するよう提案。これが受け入れられない場合はJBLからの除名も有りうると通達し、2011年1月17日までに回答することを求めた。年末年始のタイミングに提案されたため早急に株主総会が開けなかったファンタジア社は、回答期限の1月17日に譲渡を受け入れる方向で近日中に株主総会を開催すると発表したが、1月19日に開催されたJBL理事会では一転、中国企業と資本提携し、自主再建を目指すことをJBL側に申し入れた。しかし、JBLはその申し入れを認めず、逆にチーム名やロゴの使用権利に関しての定款を「譲渡先に全て渡る」と変更した上で、2シーズン分のJBL会費を滞納していることや、過去に虚偽の収支決算報告を提出していたことなどを理由としてファンタジア社の除名を決定した。1月22日から始まるリーグ後半戦のチーム運営はJBOが引継ぎ、3月末を目処に新たな運営会社を探すことになった。この理事会の時点ではチーム名について伊藤JBL理事長は、「ファンタジア社の理解を得るため、当面レラカムイは名乗らない」と発言。HCについては金銭面を理由にブライアントHCを解任し、金田詳徳ACを昇格させる。1月20日、スタッフ3人と選手12人は全員がJBOと契約を結んだ。1月21日、チーム名について、「レラカムイ北海道」の商標権を保有しているファンタジア社が無償譲渡を拒否しているため、同社の同意が得られるまでの当面の間「北海道バスケットボールクラブ」の名称で活動すると発表したが、実際には後日、ファンタジア社がチーム名等の無償使用を許可すると申し入れてもJBO側はこれを受け入れなかった。ユニフォームはアウェイ用を使用し、レラカムイの文字やファンタジア社が契約したスポンサー会社名が見えないようにされた。1月28日、JBOはチーム運営資金を稼ぐため、当初3月26・27日にパナソニックのホームで行われる予定であったレギュラーシーズン最終節を、北海道のホームゲームとして3月25・26日に北海道内で開催すると発表。
一方で、ファン有志によるチーム存続の署名や募金活動といったチーム支援活動もスタート。集められた募金は選手に直接手渡された。
3月11日、東北地方太平洋沖地震が発生。これに伴いJBLが残りの公式戦全日程を中止を決定したため、チームは10勝26敗の8位でシーズンを終えた。

### レバンガ北海道

#### JBL

##### 2011-12シーズン
スローガン：Nothing beats hard work!!（ハードワークに勝るものはない）
前シーズン終了後にJBLが新運営会社を探し2団体が名乗りを上げるが、震災の影響もありいずれも交渉は決裂。チーム消滅の危機に陥った中、キャプテンを務める折茂武彦が「株式会社北海道バスケットボールクラブ」を設立し、継承することを表明した。これは国内プロ団体球技では異例の選手兼任オーナーとなる。選手は全員移籍選手リストに登録された。
2011年6月9日、北海道バスケットボールクラブは一般社団法人への転換を条件に2011-12シーズンのJBL参戦を承認された。背景にはスポンサー企業の獲得が難航し、資本金集めに苦慮していた中で、関係者から国や自治体から補助金が受けやすくなる一般社団法人による経営を提案されたことにある。折茂は一時、JBLより低予算で運営が可能なbjリーグへの転籍も考えていたと言う。
22日には設立委員会が開かれ、法人名を「北海道スポーツクラブ」とし、7月8日に法人設立申請を行う。折茂が理事長を務め、理事には森野和泰・北海道バスケットボール協会理事長と2011年に引退した佐古賢一日本バスケットボール協会理事が就任。25日からはチーム名・カラーの公募が始まった。
7月4日、運営法人名を「一般社団法人 北海道総合スポーツクラブ」に改める。北海道スポーツクラブと同名のNPO法人が既に存在するため、混同を避ける上での改称となった。8日に札幌法務局に法人設立を申請して15日にも認可。9日に札幌、10日に東京でトライアウトを実施した。13日のJBL理事会にて理事長代行を31日までに決定することを条件として正式入会が決まった。その理事長代行には森野理事が就任した。
新チームのHCには折茂在籍時のトヨタを率いたトーステン・ロイブルが就任。8月8日には新チーム名「レバンガ北海道」とチームカラーが発表された。前年度所属のうち折茂を含む7人が新チームに引き続き所属となった。
2011年10月7日の開幕戦、日立戦では71対74で敗北したものの、翌日の同カードでは72対70で勝利し、チーム名変更後の初勝利となった。2012年1月のオールジャパンでは、JBLチームとして初めてbjリーグ所属チームと公式戦を行い、千葉ジェッツに97対59で勝利したが、準々決勝ではアイシンに62対79で敗退。一方、リーグ戦ではプレーオフ争いに食い込み、進出は逃したものの、レラカムイ時代を含めて最高となる5位でシーズンを終えた。

##### 2012-13シーズン
スローガン：Hard work makes everything easy（ハードワークは我々を裏切らない）
ロイブルHCは1シーズン限りで退任し、後任としてスコット・ベリーが就任。キャプテンは前年に続き阿部友和。10月20日および21日には仙台市に新設されたゼビオアリーナ仙台にて初の道外主催試合が行われた。
オールジャパンでは初戦の3回戦で青山学院大学に81-93で敗れ、大学勢6年ぶりの準々決勝進出を許した。リーグ戦も史上最低となる6勝で終わった。

#### NBL

##### 2013-14シーズン
スローガン：En equipo, jugamos con corazón, fuerza, y honor.（チームとして我々はハート、力強さ、誇りを持ってプレーする）
2013-14シーズンから舞台はナショナル・バスケットボール・リーグ（NBL）に変わり、これに合わせて運営を一般社団法人北海道総合スポーツクラブから株式会社北海道バスケットボールクラブに移譲するとともに、「パチンコ&スロット イーグルグループ」を運営する株式会社正栄プロジェクトが経営支援することになった。北海道総合スポーツクラブは引き続きチームの支援にあたる。
ベリーHCは家族の事情により退任、代わってスペイン国籍のフアン・マヌエル・ウルタドが就任。キャプテンは日本代表（ハヤブサジャパン）でもキャプテンを務める桜井良太。また、前シーズンの天皇杯でパナソニック優勝の原動力となったジャミール・ワトキンス、フランス、ドイツ、スペイン、イスラエル等のリーグで活躍した実績を持つジェロウム・ティルマン、リンク栃木でキャプテンを務めた片岡大晴、帯広市出身で東海大学4年次に関東大学リーグ優勝選手賞・MIPを受賞した前リンク栃木の多嶋朝飛らを補強し、プレーオフ進出はならなかったがチーム設立以来初の勝ち越し（31勝23敗）を記録してイースタンカンファレンス6チーム中4位でシーズンを終える。イースタン上位の東芝、トヨタに対して計1勝11敗と劣勢だったが、ウエスタンカンファレンスのチームと相性が良く、和歌山以外との対戦成績で勝ち越した（特に兵庫、熊本に対し計8戦全勝）。

##### 2014-15シーズン
スローガン：Show your Passion.（情熱を見せろ！）
ウルタドHCは続投となったものの12月1日付で解任。それに伴い、水野宏太ACがHC代行となる。

##### 2015-16シーズン
スローガン：限界突破
開幕前に水野ACがHCに正式就任。カンファレンス制がなくなったリーグ全体順位で6位となり、NBL参入後最初で最後のプレーオフに進出した。プレーオフQFでは東芝神奈川に対戦成績2－0で敗退。
4月20日に元U18日本代表の佐藤竜弥と1日契約を結ぶと発表。本来の登録期限である2月26日を超えていたが、佐藤が悪性リンパ腫闘病中であり、同じ病気に苦しんでいる人を勇気付けるためにNBLが特例として契約を認めた。5月2日の三菱電機名古屋戦でベンチ入り。本来ゲームエントリーは12人だが、特例として13人目の佐藤のベンチ入りを認めた。佐藤はこの年の5月25日に死去した。

#### B.LEAGUE

##### 2016-17シーズン（B1 東地区）
スローガン：熱狂
新たに誕生したBリーグ1部参入が決定し、東地区への所属となった。B1在籍の条件として債務超過の解消をリーグより言い渡されたため、正栄プロジェクトからの債務を将来の買戻しを前提としてデットエクイティスワップ（DES）の手法により株式に転換し、同社が70％超の筆頭株主となった。
チームの財政難に伴い昨シーズンチームの得点王だったジェロウム・ティルマンと再契約ができず名古屋Dへ移籍、チームはリーグ最少の選手登録10人でスタートしたが、2016年9月24・25日に行われた大阪との試合において、怪我をしていた牧全を試合に帯同させずベンチに入れなかったことにより、試合エントリー選手数の定めに違反したためリーグからけん責処分を受けた。
チームはその後アマチュア契約選手、特別指定選手、新入団選手等でリーグ戦終了時には14人まで選手を増やした。
序盤は、けが人の続出により試合に出場できるのが7人の状態で試合をしたこともあり地区最下位に沈んでいたが、けが人の復帰後は白星を重ねる。最終的には東地区4位、B1全体で13位となりB1残留を決めた。

##### 2017-18シーズン（B1 東地区）
スローガン：立ち止まるな。
昨シーズン初の平均2桁得点（10.3）を記録し、日本代表候補にも選出されていた西川貴之が三河へ移籍したが、日本人選手は昨年特別指定選手だった田原隆德が正式に入団。一方外国人選手は、いずれも昨シーズン途中に加入したジャマール・ソープ、ジョーダン・バチンスキーと契約をせず、グレゴリー・ウィッティントン、マーク・トラソリーニが加入。チームに残留したダニエル・ミラーを加え、チーム初の開幕時から外国籍選手3人体制となった。
9月1日から3日間開催された、「B.LEAGUE 東海・北陸アーリーカップ2017」では、1回戦で富山と対戦。39-33で前半を終了したが、第3Qで大量リードを許し、最終スコア87-76で敗れた。翌日に行われた5-6位決定戦では、新潟と対戦。第1Q、第2Qは新潟の速攻からのオフェンスにやられ、26-33でハームタイムを迎えた。しかし、第3Qに入ると速攻から立て続けに猛攻し、残り2分31秒に51-49と逆転に成功。だが、試合終了残り1分55秒から新潟のガードナー、五十嵐の連続3ポイントで突き離され、最終スコア78-84で試合を終了。初のアーリーカップは、6位の結果に終わった。
9月4日、学校法人札幌大学との連携協定調印式を実施。25日には同大学にて客員教授兼バスケットボール部シニアディレクターを務める前女子日本代表HCの内海知秀がアドバイザリーコーチに就任。そして29日はA東京から伊藤大司がレンタル移籍で加入した。12月13日、ウィッティントンが怪我によりインジュアリーリストに登録されたため、12月18日、B2リーグ開幕直前に山形を契約解除となったジャスティン・レイノルズを補強した。なおレイノルズは12月31日に契約満了に伴い退団、2018年1月17日にウィッティントンがインジュアリーリストから抹消されて戦列復帰した。しかし、7日後の1月24日、ウィッティントンが2017年11月頃に国際郵便で乾燥大麻約7.4gを輸入した事が横浜税関川崎外郵出張所の検査で発覚、大麻取締法違反（輸入）容疑で逮捕された。なおウィッティントンは逮捕報道の前に一身上の都合という理由で23日付で契約解除となっていた。その後2月14日、新外国籍選手としてNBA・フェニックス・サンズやアトランタ・ホークスでのプレー経験があるディジョン・トンプソンと契約した。3月18日の富山戦はHBCラジオで生中継された（解説:船引まゆみ、実況:矢萩尚太郎）。
開幕当初は、東地区に所属するレバンガを除いた5チームが昨季プレーオフ出場チームということで苦戦が予想されたが、シーズン終盤までワイルドカード争いを繰り広げ、東地区は最下位だったが、総合では11位となり残留を果たした。

##### 2018-19シーズン（B1 東地区）
スローガン：超えろを超えろ。
運営会社名が「株式会社レバンガ北海道」に変更。
田原隆德、ダニエル・ミラー、ディジョン・トンプソンが契約満了、伊藤大司がレンタル移籍期間満了でチームを去り、さらに、HCの水野宏太が退団し、同地区のA東京のACに就任した。
水野に代わるHCにはオリンピックブラジル代表を率いた経験もあるジョゼ・ネトが就任した。また、山形から山本柊輔を獲得、さらに、2016-17シーズンまで三河に所属していた市岡ショーン、新外国人としてデイビッド・ドブラスを補強した。一方で牧全が8月に左前十字靭帯損傷のため10月1日に、12月に市岡ショーンが右膝蓋大腿軟骨損傷のため2月7日にインジュアリーリストに登録された。牧は4月18日にリストから抹消されたが、市岡はリストに登録されたままシーズンが終了した。
チームは19試合を終えて4勝15敗と東地区、さらにはリーグ全体でも最下位に低迷、5連敗し、そのあとに7連敗とチームは波に乗れず、12月5日にネトHCとディエゴ・ファルカオストレングスコーチの契約を解除。後任に内海知秀アドバイザリーコーチが就任した。その後、12月20日に新外国人選手としてバイロン・ミュレンズが加入。2月14日に関西学院大学の中野司、2月28日に東海大学の内田旦人を特別指定選手として登録された。
HC交代後もチームは低迷から抜け出せず、2019年ホーム開催ゲーム未勝利、さらに2月3日の滋賀戦に勝利後リーグ戦終了まで22連敗のリーグ新記録を喫してしまい、10勝50敗で東地区最下位、リーグ全体でも17位となりB1残留プレーオフ進出となった。
18位の福岡がB1ライセンス不交付となったことに伴い福岡以外の下位2チームによる1回戦のみとなったB1残留プレーオフでは16位横浜を相手に第1戦を落としたものの第2戦は勝利、前後半5分で行われる第3戦も逆転で勝利してB1残留を決めた。

##### 2019-20シーズン（B1 東地区）
スローガン：変わレ
内海体制2年目。
デイビッド・ドブラス、バイロン・ミュレンズの両外国人、溝口秀人、山本柊輔（シーズン開幕後にA東京へ加入）が契約満了、牧全が横浜、関野剛平とレラカムイ時代から在籍していた野口大介がSR渋谷へ移籍した。
新たに、琉球から元日本代表橋本竜馬、大阪から同じく元日本代表で青島心以来2シーズンぶりの帰化選手となるファイ・パプ月瑠を獲得。外国人選手は昨年名古屋Dに在籍していたマーキース・カミングスとケネディ・ミークスを補強し、昨年は特別指定選手だった中野司、内田旦人と正式に契約した。
シーズン開幕直前の2019年9月30日、選手兼代表の折茂武彦が今シーズン限りでの現役引退を発表した。
開幕戦で昨シーズン入替戦で対した横浜2連戦に連勝し昨シーズンからのリーグ戦の連敗を22で止めた。10月は6勝4敗と勝ち越したが、12月から2月にかけて10連敗を喫するなど波に乗れなかった。
2020年2月には日本大学の杉本天昇が特別指定選手として入団。さらに松島良豪が今シーズン限りで引退を表明した。
2019年12月から発生した新型コロナウイルス感染症の流行により2月末からリーグ戦が中断、さらに再開日の3月14日川崎戦当日に3名（ミークス、トラソリーニ、市岡）が体調不良となり試合が中止。翌日の試合は当該選手3名を帰札して試合が行われた。さらにトラソリーニはその後も体調不良が続いたためB.LEAGUE選手で初めてPCR検査を受けた（結果は陰性）。さらにこの事態によりケネディ・ミークスが双方合意の元、3月19日付で契約解除となった。
その後、リーグ戦の全試合中止が発表。レバンガは3月14日までの開催された40試合で13勝27敗の東地区6位、全体14位で終了となった。 さらに4月17日に内海HCの退団が発表された。

##### 2020-21シーズン（B1 東地区）
スローガン：This is us.
退団した内海HC（退団後、Wリーグ・日立ハイテク クーガーズのHCに就任）に代わり前年までWリーグ・富士通レッドウェーブのACを務めていた宮永雄太がHCに就任。宮永は札幌市出身でさらに2016年2月-5月までチームに在籍しており、北海道出身者及び過去に在籍した選手の監督就任はチーム史上初めて。
前述のとおり折茂武彦（代表取締役社長に専念）、松島良豪（レバンガ北海道CCOに就任）が現役を引退。さらに川邉亮平、市岡ショーン、マーク・トラソリーニ、マーキース・カミングスが契約満了となった。
新たに、横浜から牧全が2シーズンぶりに復帰、京都から札幌市出身の玉木祥護、富山から葛原大智を獲得。外国人選手としてジョーダン・テイラー、千葉からニック・メイヨを獲得し、さらに宇都宮からレラカムイ時代に所属していたジェワッド・ウィリアムズが12年ぶりに加入した。
2020年10月3日、昨シーズン限りで引退した折茂武彦がレラカムイ加入から引退まで着けていた背番号「9」が永久欠番となった。
2020年12月24日に山口颯斗が、2021年1月8日に中村拓人が特別指定選手としてチームに加入。
シーズンは60試合中1試合が消滅し59試合で14勝45敗、東地区10位と4年連続で東地区の最下位に沈んだ。ニック・メイヨがチーム創設後初となる得点王のタイトルを獲得。シーズン終了後、宮永HCが退団した。

##### 2021-22シーズン（B1 東地区）
スローガン：CRAZY
退団した宮永HC（退団後、佐賀のHC兼GMに就任）に代わりかつて運営法人だった一般社団法人 北海道総合スポーツクラブの理事を務め、その後男子日本代表AC・男子アンダーカテゴリー代表HCを務めていた佐古賢一がHCに就任。
前年得点王のニック・メイヨが広島へ移籍、さらに多嶋朝飛（茨城へ移籍）、内田旦人（京都へ移籍）、ファイ・パプ月瑠（佐賀へ移籍）、ジェワッド・ウィリアムズ（山形へ移籍）、ジョーダン・テイラー（A東京へ移籍）が契約満了となった。
新たに、仙台からダニエル・ミラーが4シーズンぶりに復帰、琉球から昨シーズン山形へレンタル移籍していたナナーダニエル弾、三遠から寺園脩斗を獲得。外国人選手としてショーン・ロング、島根からデモン・ブルックスを獲得し、さらに前年特別指定選手として在籍していた山口颯斗が加入した。
シーズン中の2021年12月28日に松下裕汰が特別指定選手として加入した。同月には折茂社長を中心とする経営陣によるマネジメント・バイアウト（MBO）が実施され、折茂が個人と会社で株式の3分の2以上を保有して議決権を取得、名実ともにオーナーとなった。
シーズンは21勝35敗と2017-18シーズン以来のリーグ戦20勝を達成したが、東地区11チーム中9位に終わった。ショーン・ロングが得点王を獲得し、チームから2年連続で得点王が誕生した。

##### 2022-23シーズン（B1 東地区）
スローガン：さぁ、いこうぜ。TO THE NEXT LEVEL
佐古体制2年目。
牧全が現役引退、山口颯斗（茨城へ移籍）、玉木祥護（新潟へ移籍）、葛原大智（FE名古屋へ移籍）、ダニエル・ミラー（西宮へ移籍→シーズン開始前に契約解除して現役引退）が契約満了となった。またデモン・ブルックスが怪我により開幕時よりインジュアリーリストに登録された（最終的にはシーズン終了まで登録され今季出場なし）。
新たに、富山からチーム初のアジア特別枠選手となるフィリピン代表のドワイト・ラモス、福島からアレックス・マーフィー、SR渋谷から旭川市出身の高橋耕陽、横浜EXから荒川颯を獲得。新外国人選手としてブロック・モータムを補強した。
シーズン中の2023年1月4日に島谷怜が特別指定選手として入団。さらに、2月16日にアレックス・マーフィーが契約満了により退団。2月22日にオーストラリア代表のサムソン・フローリングと契約をした。
しかし、2023年2月7日時点で、8勝28敗で東地区最下位、B1全体でも24チーム中21位と降格争いをするほど低迷、成績不振により24試合を残して佐古HCが退任。2月11日の宇都宮ブレックス戦より小野寺龍太郎ACがHC代行としてチームの指揮を執ることになった。小野寺代行の元チームは、当初の目標だったCS進出をB1残留に下方修正して戦うこととなり、24試合で11勝13敗と負け数を抑え、最終成績は19勝41敗で東地区最下位、B1全体でも24チーム中20位としてB1残留を決めた。

##### 2023-24シーズン（B1 東地区）
スローガン：HARD WORK　～ひたむきに。全緑で。～
昨年HC代行を務めた小野寺龍太郎が正式にHCに就任。
橋本竜馬がA東京へ移籍。ブロック・モータム（滋賀へ移籍）、高橋耕陽（富山へ移籍）、荒川颯（琉球と練習生契約→正式契約）、サムソン・フローリングが契約満了となった。
新たに、SR渋谷から5シーズンぶりの復帰となる湧別町出身の関野剛平、新潟から綿貫瞬、山形からトーマス・ウェルシュ、新外国人選手としてダラル・ウィリスジュニアを補強。さらに、前年特別指定選手だった島谷怜が正式に加入、通訳兼任で高橋幸を特別指定選手として獲得した。
このシーズンはクラブとして初めて全ホームゲームを北海きたえーるで開催した。
シーズン終了後、レラカムイから所属し続けた桜井良太が引退、彼のつけていた背番号11がクラブ2番目の永久欠番として制定される。さらに2024-25シーズンのGM就任が発表された。

##### 2024-25シーズン（B1 東地区）
スローガン：なまら　～いかなることも、いかなるときも、全緑で。～
小野寺体制2年目。
ホーム開幕戦は10月12日によつ葉アリーナでの長崎戦となり、13年ぶりに帯広でのホーム開幕となる。また、12月28日と29日の三河戦は北広島市のエスコンフィールドHOKKAIDOで開催されることが発表された。この二連戦は「レバンガ北海道 Winter Classic（ウインター・クラシック）＠エスコンフィールド」と称された。日本バスケットボール史上でNPB本拠地の野球場で公式戦を開催した例は1996年と1999年に東京ドームで行われたNBAレギュラーシーズンの試合以来25年ぶり。2016年に開幕したBリーグでは史上初。また12月28日にエスコンフィールドで行われた三河戦でリーグ最多記録の観客動員数1万9762人を記録した。従来のリーグ記録は、リーグ戦ではアルバルク東京がもつ1万513人、プレーオフも含めると2023年5月28日のチャンピオンシップファイナルの千葉対琉球の第２戦の1万3657人であった。

##### 2025-26シーズン（B1 東地区）
退団した小野寺HCに代わりトーステン・ロイブルが再任。中野、松下、寺園、鈴木とラモス以外の外国籍選手と契約満了。新戦力として新人の市場脩斗、長崎ヴェルカより木林優、そしてNBAGリーグのインディアナ・マッドアンツより移籍の富永啓生が加入。さらに元NBAドラフト3位指名された経験があるジャリル・オカフォーが加入
6月6日、株式会社タイミー代表取締役の小川嶺が株式の過半数を取得し新たにオーナーとして運営に参画することを発表した。

## 成績

### 過去のリーグ戦

#### JBL
| 年度    | 回 | レギュラーシーズン | レギュラーシーズン | レギュラーシーズン | セミファイナル               | セミファイナル               | ファイナル                   | ファイナル                   | 最終結果                     | HC                                   |
| 年度    | 回 | 勝                 | 敗                 | 順位               | 勝                           | 敗                           | 勝                           | 敗                           | 最終結果                     | HC                                   |
| ------- | -- | ------------------ | ------------------ | ------------------ | ---------------------------- | ---------------------------- | ---------------------------- | ---------------------------- | ---------------------------- | ------------------------------------ |
| 2007-08 | 1  | 8                  | 27                 | 8位                | ---                          | ---                          | ---                          | ---                          | 8位                          | 東野智弥                             |
| 2008-09 | 2  | 14                 | 21                 | 7位                | ---                          | ---                          | ---                          | ---                          | 7位                          | 東野智弥                             |
| 2009-10 | 3  | 12                 | 30                 | 7位                | ---                          | ---                          | ---                          | ---                          | 7位                          | 東野智弥                             |
| 2010-11 | 4  | 10                 | 26                 | 8位                | 震災のためプレイオフ実施せず | 震災のためプレイオフ実施せず | 震災のためプレイオフ実施せず | 震災のためプレイオフ実施せず | 震災のためプレイオフ実施せず | ジョー・ブライアント →金田詳徳(代行) |
| 2011-12 | 5  | 22                 | 20                 | 5位                | ---                          | ---                          | ---                          | ---                          | 5位                          | トーステン・ロイブル                 |
| 2012-13 | 6  | 6                  | 36                 | 8位                | ---                          | ---                          | ---                          | ---                          | 8位                          | スコット・ベリー                     |

#### NBL
| 年度    | 回 | レギュラーシーズン | レギュラーシーズン | レギュラーシーズン | カンファレンス セミファイナル | カンファレンス セミファイナル | カンファレンス ファイナル | カンファレンス ファイナル | ファイナル | ファイナル | 最終結果 | HC                         |
| 年度    | 回 | 勝                 | 敗                 | 順位               | 勝                            | 敗                            | 勝                        | 敗                        | 勝         | 敗         | 最終結果 | HC                         |
| ------- | -- | ------------------ | ------------------ | ------------------ | ----------------------------- | ----------------------------- | ------------------------- | ------------------------- | ---------- | ---------- | -------- | -------------------------- |
| 2013-14 | 1  | 31                 | 23                 | 東4位              | ---                           | ---                           | ---                       | ---                       | ---        | ---        | 7位      | フアン・マヌエル・ウルタド |

| 年度    | 回 | レギュラーシーズン | レギュラーシーズン | レギュラーシーズン | カンファレンス クォーターファイナル | カンファレンス クォーターファイナル | カンファレンス セミファイナル | カンファレンス セミファイナル | カンファレンス ファイナル | カンファレンス ファイナル | ファイナル | ファイナル | 最終結果 | HC                                         |
| 年度    | 回 | 勝                 | 敗                 | 順位               | 勝                                  | 敗                                  | 勝                            | 敗                            | 勝                        | 敗                        | 勝         | 敗         | 最終結果 | HC                                         |
| ------- | -- | ------------------ | ------------------ | ------------------ | ----------------------------------- | ----------------------------------- | ----------------------------- | ----------------------------- | ------------------------- | ------------------------- | ---------- | ---------- | -------- | ------------------------------------------ |
| 2014-15 | 2  | 22                 | 32                 | 東6位              | ---                                 | ---                                 | ---                           | ---                           | ---                       | ---                       | ---        | ---        | 9位      | フアン・マヌエル・ウルタド →水野宏太(代行) |
| 2015-16 | 3  | 28                 | 27                 | 6位                | 0                                   | 2                                   | ---                           | ---                           | ---                       | ---                       | ---        | ---        | 6位      | 水野宏太                                   |

### 全日本バスケットボール選手権大会
| 年   | 成績              |
| ---- | ----------------- |
| 2008 | ベスト8           |
| 2009 | ベスト8           |
| 2010 | ベスト4           |
| 2011 | ベスト8           |
| 2012 | ベスト8           |
| 2013 | 3回戦（初戦）敗退 |
| 2014 | ベスト8           |
| 2015 | 3回戦敗退         |
| 2016 | ベスト8           |
| 2017 | 不出場            |
| 2018 | ベスト16          |
| 2019 | ベスト16          |
| 2020 | ベスト8           |
| 2021 | 不出場            |
| 2022 | 3次ラウンド敗退   |

### 観客動員数
レギュラーシーズン（リーグ戦）における、主催試合（ホームゲーム）での、年度別の1試合あたり平均観客数（人/試合）

## 選手とスタッフ

### 永久欠番
- 9：折茂武彦（2020年[65] - ）
2007年にレラカムイ北海道へ移籍、チーム消滅の危機に際し2011年に自ら代表取締役となりレバンガ北海道を立ち上げて2019-20シーズンに引退するまでクラブに大きく貢献しレバンガ北海道を象徴する存在となった。その功績を称え2020年10月3日、1993年トヨタ自動車バスケットボール部（現在のアルバルク東京）に入団した時から引退するまでの27年着用していた背番号「9」を永久欠番とした。
- 11：桜井良太（2024年[82] - ）
2007年にレラカムイ北海道へ移籍、途中レラカム北海道の消滅、レバンガ北海道設立を経て2023-24シーズンに引退するまでクラブに大きく貢献しレバンガ北海道を象徴する存在となった。その功績を称え2024年6月11日、2005年にトヨタ自動車アルバルク（現在のアルバルク東京）に入団した時から引退するまでの19年着用していた背番号「11」を永久欠番とした。

## メディア
- 「レバ・ラボ!～LEVANGA LABORATORY～」（STVラジオ）
- 「LEVANGA STATION」（AIR-G'）
- 「レバンガな夜」（FM North Wave）
- 「レバンガもイイね!」（札幌テレビ「真夜中のイイね」内）
- 「Dr.折茂のレバンガホスピタル」（北海道文化放送）
- 「まるかじり! レバンガ北海道」（FMアップル第三木曜「Apple Smile」内）
- 「レバンガ北海道全緑応援番組 レバDUN!」（J:COM札幌）